# Музей за изящни изкуства (Гент)
Музеят за изящни изкуства в Гент (на нидерландски: Museum voor Schone Kunsten, съкратено MSK) – известен художествен музей в Белгия. Разположен е в източната част на гентския парк Цитадели. Музеят е основан през 1798 година и влиза в числото на най-старите музеи в Белгия, слави се с разнообразна живописна колекция, обхващаща период от средновековието до началото на XX век.
В музея работи конферентна зала, библиотека, детско ателие и кафе.

## Най-известните експонати

### Св. Йероним при молитва – художникЙеронимус Бош. (1505) година
Сюжетът на картината е посветен на подвига на съзерцателния живот. Фигурата на светеца е изобразена на фона на пустинен пейзаж; огромни плодове, обкръжават пещерата на отшелника, символизиращи множеството изкушения, подстрекаващи душата на вярващия по нейния земен път.
Св. Йероним, прострян възнак, пристиска в ръцете си разпятие, без да се интересува от това, че неговото червено кардиналско облекло е хвърлено направо в калта. Той не се бие в гърдите, не е устремен да насочва погледа към разпятието – художникът избягва тези драматически ефекти, станали шаблонни за изобразяването на всеки светец, но тази застинала в напрегната неподвижност фигура прекрасно предава душевните мъки на този персонаж. Пейзажът на задния план е проникнат от умиротвореност, сякаш, нищо в него не свидетелства за присъстствието на силите на злото, макар блатистата пещера, в която светеца е устроил своята килия, да носи следи от упадък и разложение. Св. Йероним в своя живот описва, как неговата медитация в глуши била прекъсвана от сладострастнии видения. Символи на тези похотливи помисли са огромните гниещи плодове, напомнящи растителния свят от „Градината на земните удоволствия“. Единствено само напълно повярвалия във волята на Господа, Йероним съумява да пребори изкушението и да смири своята плът.

### Носенето на кръста – худ.Йеронимус Бош
Картината напомня кинематографически крупен план. Бош ефектно пресъздава суматохата на кръстния път към Голгота и преднамерено окарикатурява образите. Никъде другаде преди Бош не е предавал на човешкото лице черти на такова гротескно уродство. Само двама в картината – Христос и Света Вероника, и двамата със затворени очи, съхраняват простото човешко достойнство, рязко контрастирайки с останалите персонажи. Те се вглеждат в това, което представлява техния свят, не обръщайки внимание на творящата се около тях вакханалия. Устните на Вероника сякаш са докоснати от едва забележима усмивка. В ръцете си тя държи покривало, и с него, колкото и да е странно, умоляващо гледа към нас, които като че сме стъпили на /осквернили/ тъканта с лика на Христос.
При погледа към разноликата злобна тълпа още по-голямо съчувствие предизвиква тихата покорност на Исус. Тук са и двамата разбойници, които следвало да бъдат разпънати заедно с Исус. В долния десен ъгъл, единият озъбил уста, злобно гледа към своите мъчители; в горния десен ъгъл – другият разбойник, измъчван от страдания, се разкайва. Над тях се надсмива първосвещеникът с изключително мерзка физиономия. Твърдият рисунък и чувството на светлина позволява да се счита, че работа се отнася към късния период от творчеството на Бош.
В картината има малка дълбочина: сякаш всички глави са разположени на една плоскост; на лицата се отразяват най-разнообразни чувства, понятни на всички зрители. Разкайващият се разбойник размишлява за смъртта, неговото побледняло лице е пропито от мъка; той отчаяно гледа на горе, не забелязвайки озлобените лица. Създава се впечатление, че неговото състояние графически подчертава детайлите: от ляво на разбойника има фарисей, а от дясно на него – пристъпва първосвещеник.

### „Портрет Джовани Паоло Корнаро“. 1561 художникТинторето
Чрез този портрет венецианецът Тинторето дава блестящ пример, че същността на изкуството се състои не в оформяне на възприеманата „реалност“, а след това. На тази тъмно платно от 1561, той изглежда избира самата светлина за да определи, какво да разкрие пред зрителя: лицето е с приятелско изражение, ръцете, са оформени в по-малка степен, изобразенае главата на женската статуя в дъното и базите на две колони от техния цокъл на върха. Тъмната палитра и акцентите са типични за венецианските портрети от този период.

### „Портрет на клептоман“. 1820. художникТеодор Жерико
След 1821 година, Жерико е вдъхновен да рисува серия от десет портрета на един луд пациент на своя приятел доктор Етиен Жан Жорже, като всеки портрет представя различно нещастие.
Запазени са само пет портрета от тази поредица, включително „Лудата жена“. Картините се отличават с виртуозен стил, изразителен реализъм и с документирането на психическите проблеми на индивида, което става още по-трогателно като се има предвид лудостта в семейството на Жерико, както и собственото му психическо здраве.

### Галерия произведения
- „Триптих на семейството на св. Ана“ – анонимен майстор.
- худ. Петер Паул Рубенс – „Франциск Асизки получава стигмата“ .
- худ.Антонис ван Дайк „Юпитер и Антиопа“
- худ.Мартен ван Хемскерк – „Страсти Христови“.
- худ.Филип де Шампан „Йоан Кръстител“.
- худ.Франсоа-Жозеф Навез „Св. Вероника“.
- худ.Йожен Буден„Перачки в Етретат“ (Нормандия)
- худ. Жан Батист Камий Коро – „Мини във Фонтенебло“ (1831).
- Тео ван Рейселберге – Портрет на Маргарит ван Mонс (1886)
- Емил Клаус – „Рибари през зимата“ (1891).

## Външни репратки
- В Общомедия има медийни файлове относно Музей за изобразително изкуство в Гент
- Официален сайт
- История на музея Архив на оригинала от 2010-04-24 в Wayback Machine.